# Johannes Weiß
Johannes Weiß (født 13. december 1863 i Kiel, død 24. august 1914 i Heidelberg) var en tysk evangelisk teolog, søn af Bernhard Weiß.
1888 habiliterede han sig som privatdocent i Göttingen, hvor han 1890 blev ekstraordinær professor; 1895 kom han som ordentlig professor til Marburg, og fra 1908 til sin død virkede han som professor i nytestamentlig eksegese i Heidelberg.
I teologisk henseende tilhørte Weiß den liberale retning, og han var en af de første, som skarpt betonede betydningen af det eschatologiske moment i Jesu forkyndelse (Die Predigt Jesu vom Reiche Gottes 1892, 2. oplag 1900).
For evangelieforskningen fik hans skarpsindige analyse af Markusevangeliet (Das älteste Evangelium, 1903) stor betydning, og hans fortrinlige kommentar til 1. Korinthierbrev vidner om grundigt kendskab til hele den hellenistiske profanlitteratur.
For udbredelse af det liberale Bibelsyn i videre kredse virkede han med stor iver blandt andet ved udgivelse af den såkaldte
Gegenwartsbibel (Die Schriften des Neuen Testaments neu übersetzt und für die Gegenwart erklärt, 1906 ff.), som 1917—18 udkom i 3. oplag.
Ligeledes skedte så ved det stort anlagte værk Das Urchristentum (1917), som døden dog hindrede ham i at fuldende. Af hans øvrige populære skrifter kan nævnes: Christus, die Anfänge des Dogmas (1909), Paulus und Jesus (1909) og Jesus von Nazareth, Mythus oder Geschichte (1910).